# Plato (disco duro)

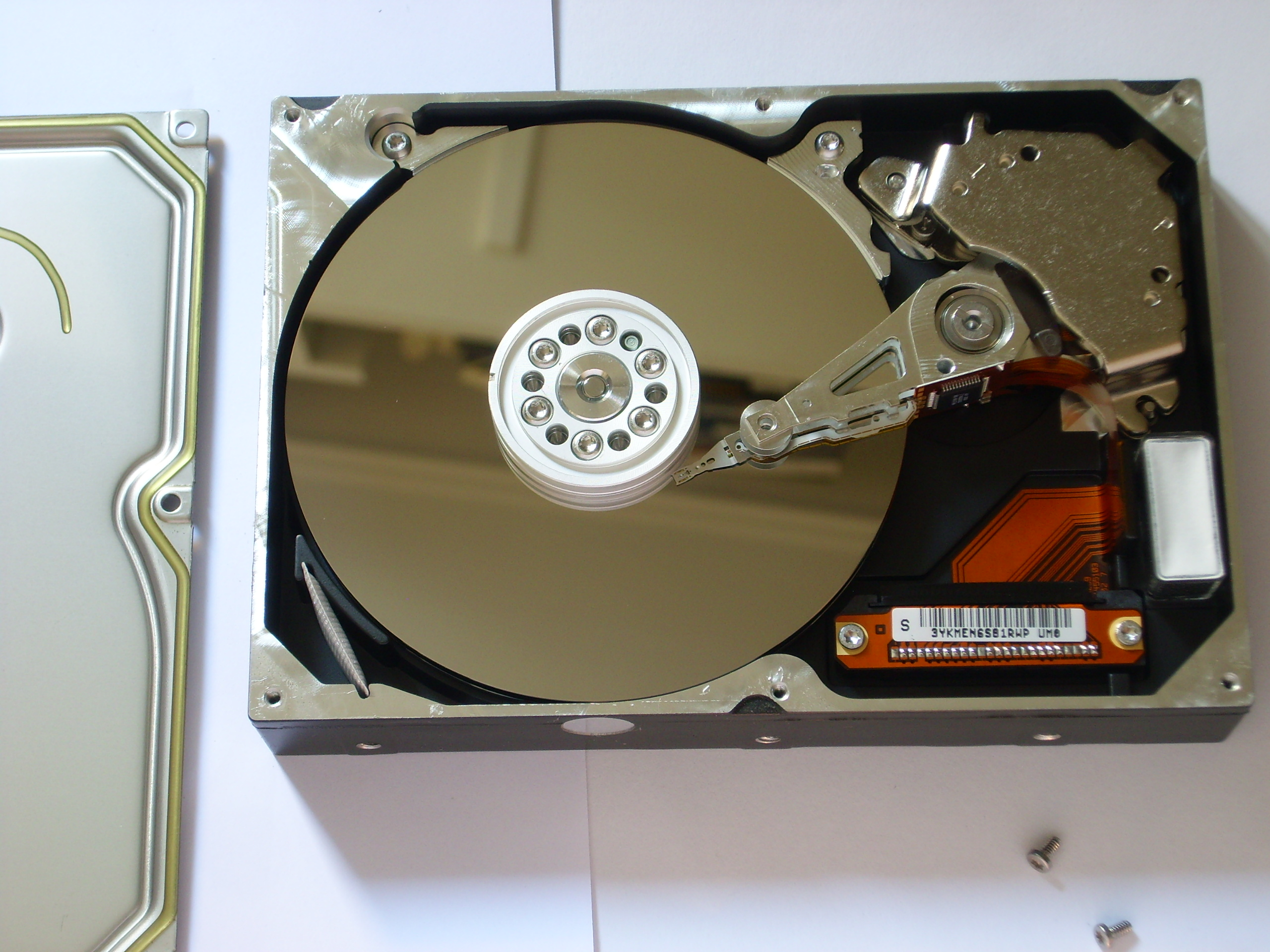
Vista interior de un disco duro, mostrando la superficie de uno de sus platos.

El plato o disco es el componente principal de  un disco duro: es un disco en el que se almacenan datos en formato magnético. El hecho de que estos platos o discos sean rígidos es el que les da su nombre, en oposición a los materiales flexibles empleados en los disquetes. Los discos duros modernos normalmente emplean uno o más platos, fijados en un mismo eje. Un plato puede almacenar información en una de sus caras o en ambas, requiriendo en ese caso un cabezal de lectura/escritura para cada cara.

## Diseño
En los discos duros, encontramos un componente circular conocido como plato o disco, el cual está recubierto por una superficie magnética. Por esta razón, también se le denomina plato magnético. La superficie magnética de cada plato se divide en pequeñas regiones magnéticas de tamaño inferior a un micrómetro, cada una de las cuales almacena un solo bit de información: en 2006, el tamaño estándar para estas regiones era de 200-250 nanómetros de ancho en la dirección radial del plato, y unos 25-30 nanómetros en el sentido de giro, correspondiendo a una cantidad aproximada de 100 billones de bits (unos 100 gigabits) por pulgada de superficie. El material magnético empleado en la superficie del plato suele ser una aleación basada en el cobalto, distribuida en forma de varios centenares de granos por región.

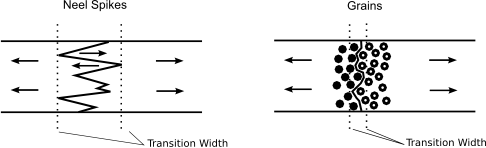
Comparación de los anchos de transición causados por los picos de Neel en el borde entre dos regiones magnéticas de magnetización opuesta, en un medio continuo (izquierda) y uno granular (derecha).

La razón principal de distribuir el material magnético en forma de granos en lugar de emplear una capa uniforme es que así se reduce el espacio necesario para cada región magnética. En una superficie magnética uniforme tienden a aparecer formaciones llamadas "picos de Neel" en honor de Louis Eugène Félix Néel. Son picos de magnetismo y forma opuestas al grabado, causados por el mismo fenómeno que hace que un imán tenga dos polos opuestos. Como los picos cancelan entre sí sus campos magnéticos en los bordes de las regiones, se produce una transición de una magnetización a la siguiente a lo largo de los picos de Neel. A esto se le llama ancho de transición. 
La distribución en forma de granos ayuda a resolver el problema, ya que cada grano es en teoría un único dominio magnético (aunque no siempre es así en la práctica). Esto significa que los dominios magnéticos no pueden crecer o encogerse para formar picos, por lo que el ancho de transición siempre tiene el tamaño del diámetro de los granos. Así, gran parte de los avances en el desarrollo de discos duros se ha producido en la reducción del tamaño de los granos, lo que ha permitido aumentar la densidad de datos por pulgada cuadrada.

## Fabricación

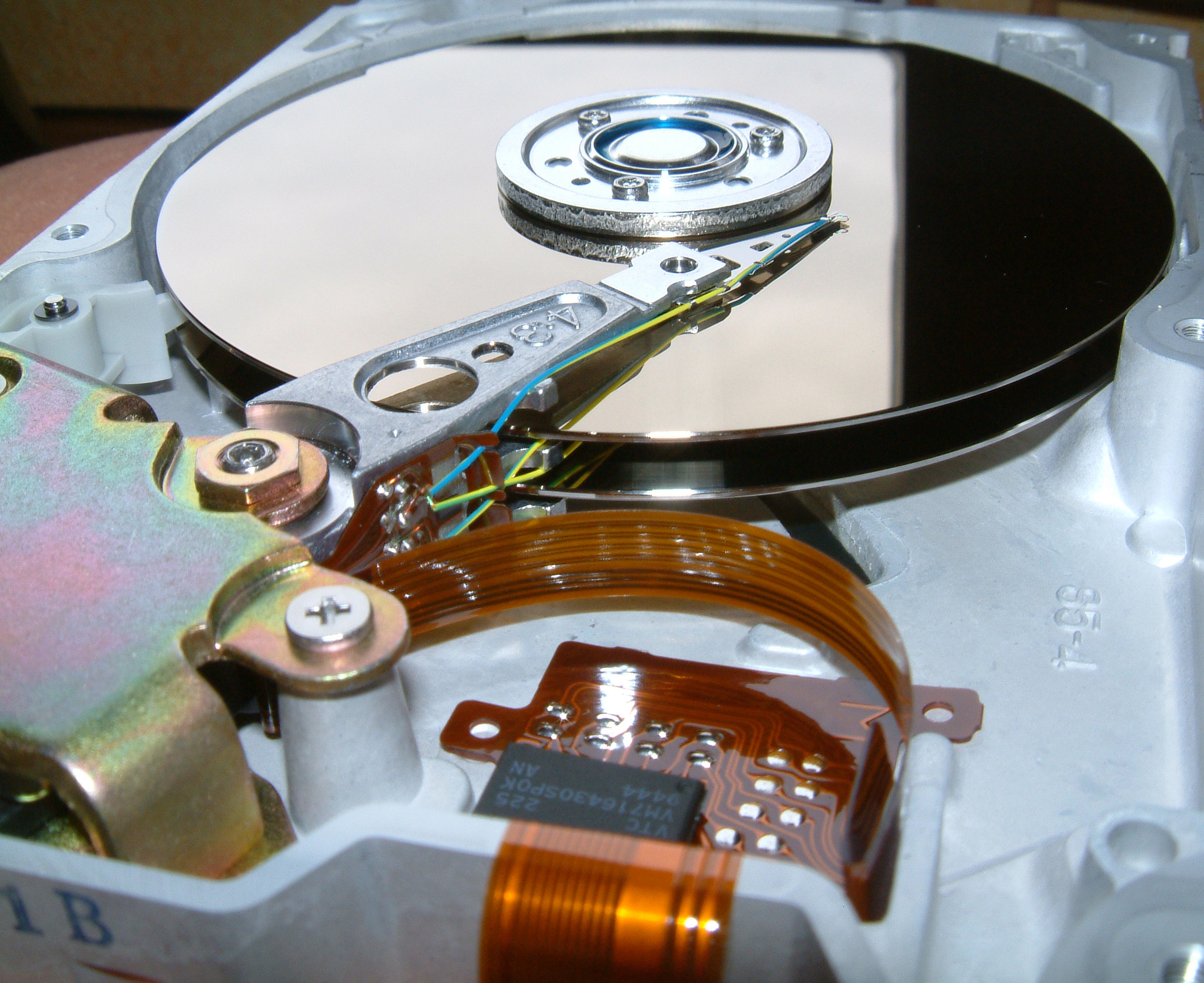
Vista interior de un disco duro, mostrando dos platos con sus respectivos cabezales de lectura/escritura.

Los platos se fabrican generalmente a partir de un disco de aluminio, cristal o cerámica. Sobre esta base se deposita una fina capa cobertora en ambas caras mediante un proceso de deposición al vacío conocido como Pulverización catódica. Esta capa cobertora tiene una estructura compleja, consistente en varias subcapas de aleaciones metálicas (principalmente no magnéticas) que permiten un control óptimo de la orientación cristalográfica y el tamaño del grano de la capa magnética que se ubica sobre ellas.
Al final del mismo proceso se da un acabado protector al plato aplicando una capa superficial de un compuesto basado en el carbono. El proceso de fabricación acaba con la aplicación de una capa de un polímero lubricante, de tan solo unos nanómetros de grosor. Luego el plato pasa por varios procesos de verificación que revisan su superficie para detectar cualquier impureza o pequeño defecto, con un margen de error equivalente al de una región magnética.
El policarbonato en grano se coloca en una máquina para quitarle la humedad y a continuación se calienta a 300 °C para que se licúe. Una máquina inyectora permitirá darle la forma circular para después dejarlo enfriar. Se troquela el centro del disco y se recircula el policarbonato sobrante. El siguiente paso es el cooler, o enfriador, donde reposan los discos ya formados durante 20 minutos que ya contienen el track o camino donde se podrá grabar la información.